# ザリガニ課長
『ザリガニ課長』（ザリガニかちょう、The ZARIGANI Cachow）は、そにしけんじによる漫画。『月刊アフタヌーン』（講談社）において、2007年から2010年まで連載された。全39話。単行本全3巻。話数のカウントは「●●匹目」と表記する。単行本2、3巻では、本誌掲載時の扉をほぼそのまま収録している。また欄外の「好きなものしりとりリレー」も収録している。基本は4コマ漫画だが、変則的なコマ割りも多数ある。
また、本作の連載終了後に同誌2010年9月号より掲載されている作者の連載作品『闘え!! 父さんチョップ』の欄外に、「欄外新連載」として『ザリガニ部長&そにけん』の題名で関連作品が不定期掲載されている。

## あらすじ
旭山商事商品企画部第一課のザリガニ課長は、その名の通りザリガニである。しかし周囲は全く気にせず、楽しくサラリーマン生活を送っている。人間の言葉を話すザリガニと普通の人間たちが送る、「ザリガニ愛とユーモア溢れる脱力系4コマ」漫画。

## 登場人物、ザリガニ

### 旭山商事
ザリガニ課長
本作品の主人公。名字は無く、名前はそのまま「ザリガニ」。アメリカザリガニでありながら人間の言葉を喋る。
商品企画部の課長職を務める。同僚にはザリガニであることを受け入れられているが、もちろん普通のザリガニではないとも認識されている。
酒に弱く、すぐ酔っ払う。行きつけのバーでよく村上に絡む。
イタズラ好き。特にまみをよくからかっている。
カニやエビやヤドカリと一緒にされると怒るが、ロブスターのことは認めている。
神奈川のペットショップ出身。昔の飼い主はケン太（後述）。
5年前より単身赴任中。また次長に昇進する機会があったが、転勤が条件とのことで、見送った。
ニホンザリガニのキャリアアップのために青森の小川でパソコン講座を開催した。
自身が要注意外来生物に指定されていることを認識している。
最終回において、部長に昇進しザリガニ部長となった。
村上 正（むらかみ ただし）
ザリガニ課長の部下。23歳の新入社員。苦笑いをしながら愚痴を聞いたり突っ込んだりと、優しく接する。
下の名は#1では「正（ただし）」であったが、#5では「進一（しんいち）」となっている。#20ではローマ字の記載が「TADASHI」とあるのでこちらが正しい。
假屋 京子（かりや きょうこ）
ザリガニ課長の部下。係長。女性。眼鏡キャラクター。ザリガニ課長について冷静に分析している。入社したての頃は反感を持っていたが、ある一言がきっかけで尊敬するに至った。
マリコ
名字は不明。ザリガニ課長の部下。入社2年目。自宅でザリガニを飼っていて詳しい。入社試験の時に面接官であったザリガニ課長と話が盛り上がって入社することが出来た。「ザリガニ豆知識」、「ザリガニ飼育メモ」、「ザリガニ図鑑」のコーナーを担当している。
まみ
名字は不明。ザリガニ課長の部下。入社1年目。ボケ役。ザリガニ課長は彼女をからかうのが趣味であるが、結果、叩かれる、踏まれる、死にかけるなど、ろくな目に遭っていない。またイタズラの結果ザリガニ課長はゴキブリと間違われるようになってしまった。「ザリガニ観察日記」のコーナーを担当している。
嶋田（しまだ）
下の名前は不明。ザリガニ課長の部下。眼鏡キャラクター。そっくりな顔をした子供がいる。
ケン太（けんた）
名字は不明。管理部次長。ザリガニ課長の昔の飼い主。一緒に高校・大学・会社に受かった。ザリガニ課長を「ザリっち」と呼んでいた。
原田（はらだ）
下の名前は不明。営業部長。ザリガニ課長の同期。いつも「エビちゃーん」とやって来る。彼が来る時にはいつも隠れるが、お互い相手の行動の裏をかこうとしており、すぐ見付かってしまうことも多い。新人時代の親睦釣り大会で、危うく凍死させかけたことがある。その頃から「エビちゃん」と呼んでいる。
田崎（たさき）
下の名前は不明。技術部員。ザリガニ課長のために様々な専用アイテムを開発する。

### その他の人物、ザリガニ
ザリガニ課長の妻
名前は不明。大学の池に棲んでいた。図鑑モデルをしている。「近所のガキ」が池に仕掛けたペットボトル製のワナに引っ掛かったが無事脱出出来た。
ザリ美（ザリみ）
ザリガニ課長の娘。13歳。セント・バーナード学園1年α組。ブラスバンド部に入りトロンボーンを担当する（もちろん吹けない）。
ゆかりん
本名は不明。ザリ美の友達。13歳。人間。訳のわからない行動を取る。
みゆき
名字は不明。ザリ美の友達。13歳。人間。常識のあるまともな人物。
ウチダ
ザリガニ課長の友達。ウチダザリガニ。旭山商事の面々からは「ウッチー」と呼ばれる。特定外来生物に指定されているため環境省の人間に命を狙われており、ザリガニ課長らは旭山商事に匿おうとした。ザリガニ課長を「アメリカ」と呼ぶ。
ジャン・ピエール・トッポリーノ
フランス人マエストロ。日本にエクルヴィス（ザリガニ）料理を広めようとして西麻布に「ビストロ・エクルヴィス」を開店したが、食材がザリガニであると知った客から見向きされないために苦労している。
食材にしようとしてウチダを捕まえたこともある。

## 書誌情報
- そにしけんじ 『ザリガニ課長』 講談社〈アフタヌーンKC〉、全3巻
  1. 2008年5月10日初版発行、ISBN 978-4-06-314508-3 - 「ヤングザリガニ課長新人編」などの描き下ろしページあり。
  2. 2009年6月23日初版発行、ISBN 978-4-06-314572-4 - 描き下ろし「オマケ・マンガ」多数あり。
  3. 2010年7月23日初版発行、ISBN 978-4-06-310681-7 - 「ザリガニ課長3&more♡」の題名となっており、初期の短編、読切作品を多数併録している。